# كسوف الشمس 27 يناير 2093
سيحدث كسوف كلي للشمس في 27 يناير 2093. يحدث كسوف الشمس عندما يمر القمر بين الأرض والشمس ، وبالتالي يحجب صورة الشمس كليًا أو جزئيًا عن مشاهد على الأرض. يحدث الكسوف الكلي للشمس عندما يكون القطر الظاهر للقمر أكبر من قطر الشمس ، مما يحجب كل ضوء الشمس المباشر ، ويحول النهار إلى ظلام. تحدث الكلية في مسار ضيق عبر سطح الأرض ، مع كسوف جزئي للشمس مرئي فوق المنطقة المحيطة بعرض آلاف الكيلومترات.

## الخسوفات ذات الصلة

### كسوف الشمس 2091-2094
هذا الكسوف هو جزء من سلسلة كسوف الشمس 2091-2094. يتكرر الكسوف كل 177 يومًا تقريبًا و 4 ساعات (فصل دراسي) في العقد المتناوبة من مدار القمر.
| 122 | فبراير 18, 2091 [الإنجليزية] جزئي | 127 | أغسطس 15, 2091 كلي               |
| 132 | فبراير 7, 2092 [الإنجليزية] حلقي  | 137 | أغسطس 3, 2092 حلقي               |
| 142 | يناير 27, 2093 كلي                | 147 | يوليو 23, 2093 [الإنجليزية] حلقي |
| 152 | يناير 16, 2094 [الإنجليزية] كلي   | 157 | يوليو 12, 2094 [الإنجليزية] جزئي |

### سلسلة ساروس 142
وهي جزء من دورة ساروس 142 ، تتكرر كل 18 سنة ، 11 يوماً ، وتحتوي على 72 حدثاً.
- بدأت السلسلة بكسوف جزئي للشمس في 17 أبريل 1624.
- تحتوي على كسوف هجين واحد في 14 يوليو 1768 ،
- خسوفًا كليًا من 25 يوليو 1786 حتى 29 أكتوبر 2543.
- تنتهي السلسلة في العضو 72 ككسوف جزئي في يونيو 5 ، 2904.

وستكون أطول مدة للقطر الكلي هي 6 دقائق و 34 ثانية في 28 مايو 2291. كل الكسوف في هذه السلسلة يحدث عند العقدة الهابطة للقمر.
| تحدث أعضاء السلسلة 17-41 بين عامي 1901 و 2359 | تحدث أعضاء السلسلة 17-41 بين عامي 1901 و 2359 | تحدث أعضاء السلسلة 17-41 بين عامي 1901 و 2359 |
| 17                                            | 18                                            | 19                                            |
| --------------------------------------------- | --------------------------------------------- | --------------------------------------------- |
| أكتوبر 10, 1912 [الإنجليزية]                  | أكتوبر 21, 1930 [الإنجليزية]                  | نوفمبر 1, 1948 [الإنجليزية]                   |
| 20                                            | 21                                            | 22                                            |
| نوفمبر 12, 1966 [الإنجليزية]                  | نوفمبر 22, 1984 [الإنجليزية]                  | ديسمبر 4, 2002                                |
| 23                                            | 24                                            | 25                                            |
| ديسمبر 14, 2020 [الإنجليزية]                  | ديسمبر 26, 2038                               | يناير 5, 2057                                 |
| 26                                            | 27                                            | 28                                            |
| يناير 16, 2075                                | يناير 27, 2093                                | فبراير 8, 2111                                |
| 29                                            | 30                                            | 31                                            |
| فبراير 18, 2129                               | مارس 2, 2147                                  | مارس 12, 2165                                 |
| 32                                            | 33                                            | 34                                            |
| مارس 23, 2183                                 | أبريل 4, 2201                                 | أبريل 15, 2219                                |
| 35                                            | 36                                            | 37                                            |
| أبريل 25, 2237                                | مايو 7, 2255                                  | مايو 17, 2273                                 |
| 38                                            | 39                                            | 40                                            |
| مايو 28, 2291                                 | يونيو 9, 2309                                 | يونيو 20, 2327                                |
| 41                                            |                                               |                                               |
| يونيو 30, 2345                                |                                               |                                               |

### سلسلة اينكس
هذا الكسوف هو جزء من دورة اينكس طويلة الأمد ، يتكرر عند العقد المتناوبة ، كل 358 شهرًا سينوديًا (≈ 10571.95 يومًا ، أو 29 عامًا ناقص 20 يومًا).
مظهرها وخط طولها غير منتظمين بسبب عدم التزامن مع الشهر غير الطبيعي (فترة الحضيض). ومع ذلك ، فإن مجموعات 3 دورات اينكس (87 سنة ناقص شهرين) تقترب (≈ 1،151.02 شهرًا غير طبيعي) ، لذا فإن الكسوف متشابه في هذه المجموعات.
| أعضاء سلسلة اينكس بين عامي 1901 و 2100: | أعضاء سلسلة اينكس بين عامي 1901 و 2100: | أعضاء سلسلة اينكس بين عامي 1901 و 2100: |
| --------------------------------------- | --------------------------------------- | --------------------------------------- |
| 22 نوفمبر 1919 (ساروس 141)              | 1 نوفمبر 1948 (ساروس 142)               | 12 أكتوبر 1977 (ساروس 143)              |
| 22 سبتمبر 2006 (ساروس 144)              | 2 سبتمبر 2035 (ساروس 145)               | 12 أغسطس 2064 (ساروس 146)               |
| 23 يوليو 2093 (ساروس 147)               |                                         |                                         |

### سلسلة تريتوس
هذا الكسوف هو جزء من دورة تريتوس ، يتكرر عند العقد المتناوبة كل 135 شهرًا متزامنًا (≈ 3986.63 يومًا ، أو 11 عامًا ناقص شهر واحد). مظهرها وخط طولها غير منتظمين بسبب نقص التزامن مع الشهر غير الطبيعي (فترة الحضيض) ، لكن التجمعات المكونة من 3 دورات تريتوس (33 عامًا ناقص 3 أشهر) تقترب (≈ 434.044 شهرًا غير طبيعي) ، لذا فإن الكسوف متشابه في هذه التجمعات.
| أعضاء سلسلة تريتوس بين عامي 1901 و 2100 | أعضاء سلسلة تريتوس بين عامي 1901 و 2100 | أعضاء سلسلة تريتوس بين عامي 1901 و 2100 | أعضاء سلسلة تريتوس بين عامي 1901 و 2100 |
| --------------------------------------- | --------------------------------------- | --------------------------------------- | --------------------------------------- |
| 9 سبتمبر 1904 (ساروس 133)               | 10 أغسطس 1915 (ساروس 134)               | 9 يوليو 1926 (ساروس 135)                |                                         |
| 8 يونيو 1937 (ساروس 136)                | 9 مايو 1948 (ساروس 137)                 | 8 أبريل 1959 (ساروس 138)                |                                         |
| 7 مارس 1970 (ساروس 139)                 | 4 فبراير 1981 (ساروس 140)               | 4 يناير 1992 (ساروس 141)                |                                         |
| 4 ديسمبر 2002 (ساروس 142)               | 3 نوفمبر 2013 (ساروس 143)               | 2 أكتوبر 2024 (ساروس 144)               |                                         |
| 2 سبتمبر 2035 (ساروس 145)               | 2 أغسطس 2046 (ساروس 146)                | 1 يوليو 2057 (ساروس 147)                |                                         |
| 31 مايو 2068 (ساروس 148)                | 1 مايو 2079 (ساروس 149)                 | 31 مارس 2090 (ساروس 150)                |                                         |

### سلسلة ميتونيك
تتكرر السلسلة ميتونيك كل 19 عامًا (6939.69 يومًا) ، وتستمر حوالي 5 دورات. يحدث الكسوف في نفس تاريخ التقويم تقريبًا. بالإضافة إلى ذلك ، تتكرر سلسلة اكتون الفرعية 1/5 من ذلك أو كل 3.8 سنوات (1387.94 يومًا). تحدث جميع الكسوفات في هذا الجدول عند العقدة الهابطة للقمر.
| 21 أحداث الكسوف بين 21 يونيو 1982 و 21 يونيو 2058 | 21 أحداث الكسوف بين 21 يونيو 1982 و 21 يونيو 2058 | 21 أحداث الكسوف بين 21 يونيو 1982 و 21 يونيو 2058 | 21 أحداث الكسوف بين 21 يونيو 1982 و 21 يونيو 2058 | 21 أحداث الكسوف بين 21 يونيو 1982 و 21 يونيو 2058 |
| يونيو21                                           | أبريل 8–9                                         | يناير26                                           | نوفمبر 13–14                                      | سبتمبر 1–2                                        |
| 107                                               | 109                                               | 111                                               | 113                                               | 115                                               |
| ------------------------------------------------- | ------------------------------------------------- | ------------------------------------------------- | ------------------------------------------------- | ------------------------------------------------- |
| يونيو21, 1963                                     | أبريل 9, 1967                                     | يناير26, 1971                                     | نوفمبر 14, 1974                                   | سبتمبر 2, 1978                                    |
| 117                                               | 119                                               | 121                                               | 123                                               | 125                                               |
| يونيو21, 1982 [الإنجليزية]                        | أبريل 9, 1986 [الإنجليزية]                        | يناير26, 1990 [الإنجليزية]                        | نوفمبر 13, 1993 [الإنجليزية]                      | سبتمبر 2, 1997 [الإنجليزية]                       |
| 127                                               | 129                                               | 131                                               | 133                                               | 135                                               |
| يونيو21, 2001                                     | أبريل 8, 2005                                     | يناير26, 2009                                     | نوفمبر 13, 2012                                   | سبتمبر 1, 2016                                    |
| 137                                               | 139                                               | 141                                               | 143                                               | 145                                               |
| يونيو21, 2020                                     | أبريل 8, 2024                                     | يناير26, 2028                                     | نوفمبر 14, 2031                                   | سبتمبر 2, 2035                                    |
| 147                                               | 149                                               | 151                                               | 153                                               | 155                                               |
| يونيو21, 2039 [الإنجليزية]                        | أبريل 9, 2043 [الإنجليزية]                        | يناير26, 2047 [الإنجليزية]                        | نوفمبر 14, 2050 [الإنجليزية]                      | سبتمبر 2, 2054 [الإنجليزية]                       |
| 157                                               |                                                   |                                                   |                                                   |                                                   |
| يونيو21, 2058 [الإنجليزية]                        |                                                   |                                                   |                                                   |                                                   |